# NGC 226

NGC 226

NGC 226 هي مجرة حلزونية تبعد حوالي 216 مليون سنة ضوئية من الشمس تقع في كوكبة المرأة المسلسلة. تم اكتشافها في 21 ديسمبر 1786 من قبل وليام هيرشل.

## وصلات خارجية
- NGC 226 على موقع ويكي سكاي: DSS2, SDSS, GALEX, IRAS, Hydrogen α, X-Ray, Astrophoto, Sky Map, Articles and images